# Мали Галијаш
Мали Галијаш је канал на Великом ратном острву, у Београду. Заједно са Великим Галијашем чини рибље плодиште на острву.

## Етимологија
Мали Галијаш, исто као и Велики Галијаш, има исту етимологију имена. Наиме, име Галијаш најсигурније потиче од када су римске војсковође и легионари са регије Галије преселили на ово острво и уредили тако да на острву буде лука, од када су Хуни напали регију, како се сматра.